# Elsteraue bei Ermlitz
Koordinaten: 51° 22′ 55″ N, 12° 9′ 54″ O

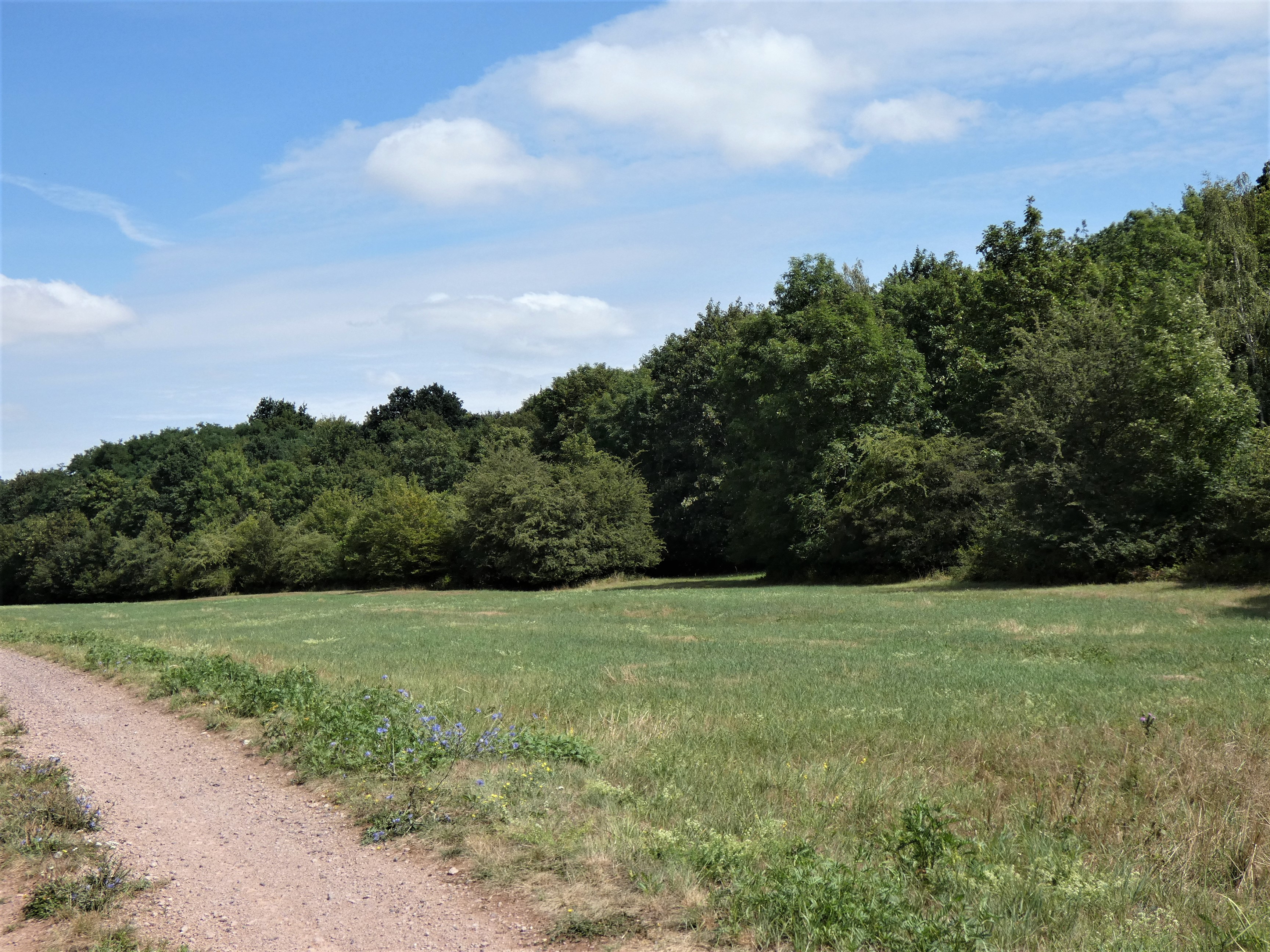
Naturschutzgebiet „Elsteraue bei Ermlitz“

Die Elsteraue bei Ermlitz ist ein Naturschutzgebiet in der Gemeinde Schkopau und der Stadt Leuna im Saalekreis in Sachsen-Anhalt.

## Allgemeines
Das Naturschutzgebiet mit dem Kennzeichen NSG 0323 ist 152,3 Hektar groß. Es ist Bestandteil des FFH-Gebietes „Elster-Luppe-Aue“ und des EU-Vogelschutzgebietes „Saale-Elster-Aue südlich Halle“. Im Süden grenzt es stellenweise an das Naturschutzgebiet „Luppeaue bei Horburg und Zweimen“ und ist ansonsten vom Landschaftsschutzgebiet „Elster-Luppe-Aue“ umgeben. 47,1 Hektar des Naturschutzgebietes sind als Totalreservat ausgewiesen. Das Gebiet steht seit 2002 unter Schutz (Datum der Verordnung: 8. April 2002). Zuständige untere Naturschutzbehörde ist der Saalekreis.

## Beschreibung
Das Naturschutzgebiet liegt zwischen Halle (Saale) und Leipzig und stellt einen Ausschnitt der Aue der Weißen Elster unter Schutz. Die Aue wird durch einen Auwaldkomplex mit dem Altwasserlauf der Weißen Elster sowie weiteren Altarmen geprägt. Der Auenbereich, in dem ein Hartholzauwald mit Stieleiche, Feldulme, und Esche mit Übergang zum Eichen-Hainbuchenwald stockt, unterliegt nicht mehr der Flussdynamik. Er ist von der Weißen Elster durch deren Deich getrennt, wird aber bei Hochwasser durch Qualmwasser bewässert. Stellenweise liegen Grünlandbereiche im Naturschutzgebiet. Daneben sind Hochstaudenfluren, Röhrichte und kleinflächig Seggenriede zu finden. Auf dem Altwasserlauf der Weißen Elster haben sich umfangreiche Wasserlinsenbestände angesiedelt. Die Ufer säumen u. a. Rohrglanzgras, Uferwolfstrapp und Sumpfschwertlilie.
Die Hartholzaue verfügt über einen hohen Totholzanteil. Die Strauchschicht wird neben Jungaufwuchs der Bäume von Schwarzem Holunder, Blutrotem Hartriegel und Europäischem Pfaffenhütchen gebildet. Die Krautschicht wird von zahlreichen Frühjahrsblühern wie Buschwindröschen, Gelbes Windröschen, Scharbockskraut, Waldgelbstern, Hohler Lerchensporn, Aronstab und Märzenbecher gebildet. In die Hartholzaue sind Weichholzauengebüsche, überwiegend Weidengebüsche, eingestreut.
Die Auwälder sind Lebensraum der Greifvögel Rotmilan, Schwarzmilan und Habicht. Das Naturschutzgebiet bietet u. a. auch Mittelspecht, Knäkente, Eisvogel und Wasserläufer einen Lebensraum. Das Totholz ist u. a. Lebensraum für verschiedene Insekten, darunter Bockkäfer und Schröter. Säugetiere sind z. B. durch Dachs, Feldhase, Steinmarder, Baummarder, Mauswiesel, Wiesel und Iltis vertreten. Die Altwasser und Stillgewässer im Naturschutzgebiet sind Lebensraum von Erdkröte, Laubfrosch, Moorfrosch und Kammmolch. Reptilien sind durch Zaun- und Waldeidechse sowie Ringelnatter vertreten.
Das Gebiet soll durch Deichrückverlegung am linken Ufer der Weißen Elster grundsätzlich wieder der natürlichen Gewässerdynamik der Weißen Elster unterliegen und damit gleichzeitig als potentielle Retentionsfläche dienen.
Das Naturschutzgebiet grenzt nach Norden an den Deich der Weißen Elster, nach Westen an einen Wirtschaftsweg sowie landwirtschaftliche Nutzflächen und nach Süden bzw. Osten überwiegend ebenfalls an landwirtschaftliche Nutzflächen. Ausnahme ist insbesondere der Südwesten des Schutzgebietes, der in einem schmalen Bereich direkt in die Wälder des Naturschutzgebietes „Luppeaue bei Horburg und Zweimen“ übergeht. In dem Bereich des Gebietes, das von einer Hochspannungsleitung gequert wurde, befindet sich überwiegend extensiv genutztes Grünland.
Etwas östlich des Naturschutzgebietes verläuft die Bundesautobahn 9, die den Auwaldkomplex vom Naturschutzgebiet „Luppeaue“ auf sächsischem Gebiet trennt.